# Santamartabergtangara
Santamartabergtangara (Anisognathus melanogenys) är en fågel i familjen tangaror inom ordningen tättingar.

## Utbredning och systematik
Fågeln förekommer enbart i Sierra Nevada de Santa Marta i nordöstra Colombia. Den behandlas som monotypisk, det vill säga att den inte delas in i några underarter.

## Status
Trots det begränsade utbredningsområdet och att den tros minska i antal anses beståndet vara livskraftigt av internationella naturvårdsunionen IUCN.

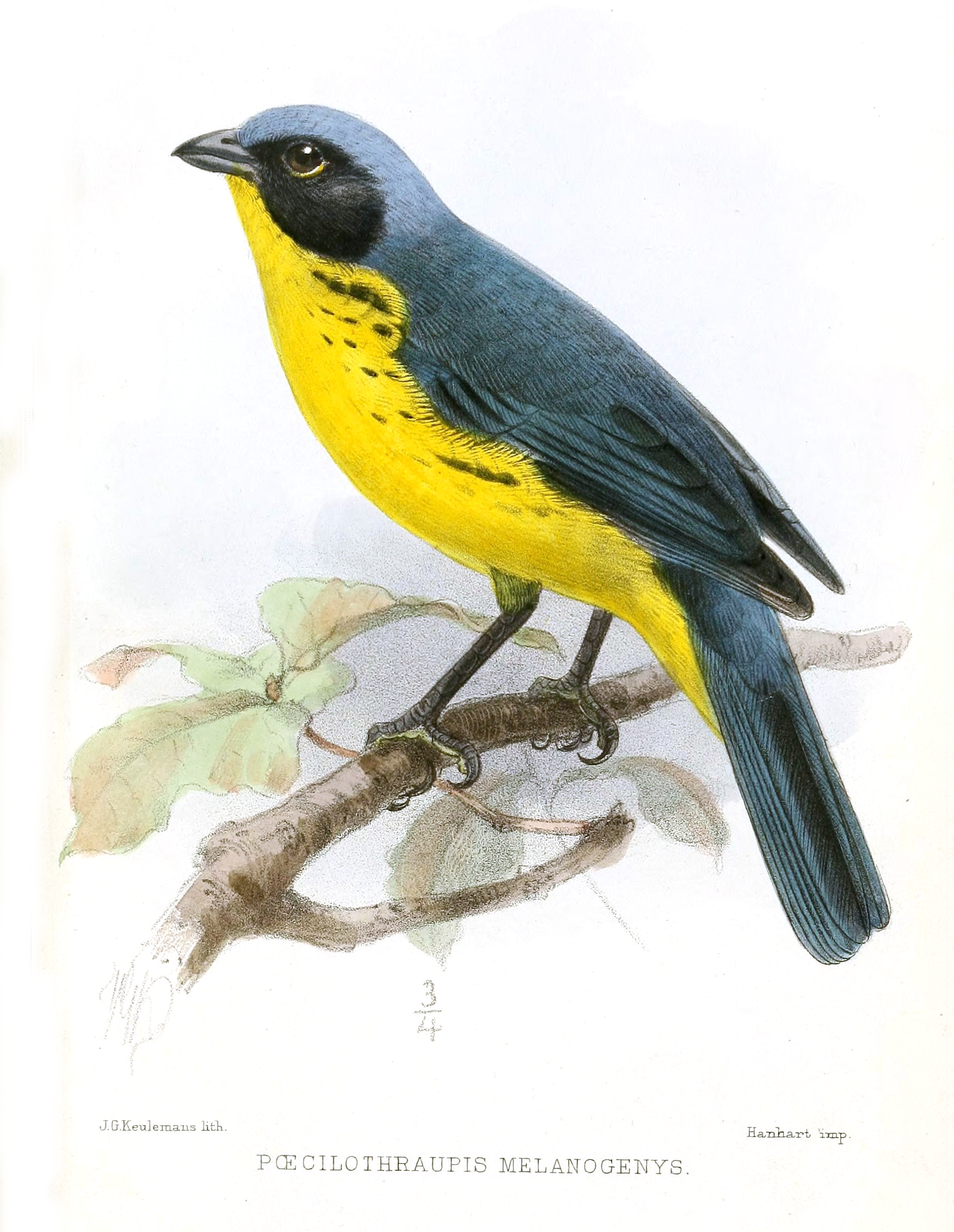